# Басмацтво

Прапор басмачів

Басма́цтво (туркм. «басмак» — робити наскок) — військово-політичний партизанський націоналістичний рух в Середній Азії (Туркестан, Бухара, Хорезм) в 1918—1924, а за деякими джерелами — до 1935—1936 років.
Басмацтво було спрямоване проти поневолення середньоазійських республік Радянською Росією, на повалення влади Рад і відновлення національної державності в цих регіонах. Воно набуло великої популярності серед широких верств населення, яке пильно стежило за діями комуністів на попередньо захоплених ними територіях і за рівнем життя там. Басмачі вели партизанську війну проти радянських окупаційних військ, знищували колгоспи та видавали листівки і газети, що спростовували радянську пропаганду і закликали до боротьби з окупантами рідної землі. У 1920–1923 роках основні басмацькі загони були розгромлені частинами Червоної Армії та загонами комуністів і найманців з місцевого населення. Рештки басмачів втекли за кордон (в Афганістан, Іран), звідки робили спроби підірвати радянську владу на щойно окупованих нею територіях. Заходи окупантів щодо викорінення національної свідомості, репресії непокірних, диверсійні дії та активна пропаганда антиповстанських ідей спрямована на основну силу басмацтва — дехкан (селян), призвели до остаточної ліквідації басмацтва.
 Відомі повстанці:
- Ахмет-Закі Валіді - політичний діяч, лідер башкирського національно-визвольного руху (в 1917—1920 рр.), публіцист, історик, сходознавець-тюрколог, доктор філософії (1935), професор, почесний доктор Манчестерського університету.

## Стосунки з російськомовними поселенцями
Спочатку російськомовні колоністи в Середній Азії ставилися до басмацтва вороже і створювали загони для оборони від них; ще свіжою була пам'ять про взаємну різню під час повстань в Середній Азії. Проте через слабкість білого руху та радикальні реформи червоної влади, яка хотіла залучити на свій бік дехкан, поселенці почали заключати угоди з басмацтвом для спільної боротьби проти більшовизму. Найчисленнішим з таких рухів опору була селянська армія Костянтина Монстрова.

## Басмацтво в радянській пропаганді
Радянська влада вкрай негативно поставилася до басмачів, бо для неї це була основна загроза поширенню комуністичних ідей у Середній Азії. Організаторами басмацтва, за радянською версією, були лише були місцеві баї (багатії) та мусульманське духівництво, а місцеве населення начебто відверто вітало комуністичних «визволителів» і при першій нагоді прагнуло знищити всіх басмачів. Також, комуністи не забули поширити звичайну для них версію, що всі повстання проти влади комун фінансують з Заходу для того щоб ці «банди повсталих» воювали проти свого ж народу. Так, у радянській пресі писалося що безпосередньо керували басмацтвом, фінансували його та забезпечували озброєнням агенти англо-американських розвідок, а басмачі нападали на радянські війська, грабували мирне населення і завдавали диверсій народному господарству.
 Відомі учасники, очільники та пропагандисти каральних операцій радянської влади проти повстанців:
- Ахунбабаєв Юлдаш - Голова Президії Верховної Ради Узбецької РСР, заступник Голови Президії Верховної Ради СРСР. Замолоду брав беспосередню участь в боях проти повстанців.
- Авксентьєвський Костянтин - радянський військовий діяч. У 1925-27рр., командуючи військами фронту (з 1926 Середньоазійського військового округу) Туркестану, керував каральними походами на басмачів.
- Еліава Шалва - грузинський радянський партійний і державний діяч. Брав участь у розробці військово-політичних і партійно-організаційних заходів з метою радянізації Середньої Азії, пропаганди серед місцевого населення, ліквідації басмацтва й відновлення колгоспної системи.
- Маковецький Федір - радянський офіцер. В 1923 році брав участь в боротьбі з басмацтвом.
- Масленников Іван - радянський офіцер. Наприкінці 1920-х і на початку 1930-х брав участь в боротьбі з басмацтвом.
- Бокі Рахім-заде — таджицький радянський поет. До 50-річчя Таджицької РСР Рахім-заде написав драму «Чорний вершник» (1974) про створення перших колгоспів в республіці та боротьбу з повстанцями.
- Кронік Олександр - радянський воєначальник. Деякий час був командиром Ашхабадського окремого кавалерійського дивізіону, що був на передовій лінії боротьби з басмацтвом.
- Рахмонберді Мадазімов - засновник і організатор театрального руху у Киргизстані. На своєму возі він разом з реквізитом театру, непомітно ховаючи, перевозив червоним окупантам зброю та боєприпаси.